# Генчев, Валентин
Валентин Генчев (род. 3 апреля 2000 года) — болгарский тяжелоатлет, чемпион Европы 2022 годов, призёр чемпионата Европы 2021 года.

## Карьера
В 2018 году принял участие в Чемпионате Европы среди спортсменов до 23-х лет, занял итоговое 8-е место. Через год на аналогичном турнире в категории до 67 килограммов стал бронзовым призёром. В 2021 году на молодёжном чемпионате Европы в Финляндии завоевал серебряную медаль в весовой категории до 67 кг.
В апреле 2021 года на чемпионате Европы в Москве, в весовой категории до 67 кг, Валентин занял итоговое третье место с результатом 315 килограммов и стал бронзовым призёром взрослого чемпионата Европы. В упражнении «рывок» он показал только 7-й результат, а в упражнении «толчок» с весом 177 кг завоевал малую серебряную медаль.
В декабре 2021 года принял участие в чемпионате мира, который состоялся в Ташкенте. В весовой категории до 67 килограммов, Генчев по сумме двух упражнений с весом 308 кг занял итоговое пятое место.
В мае 2022 года на чемпионате Европы в Тиране, в весовой категории до 67 кг, болгарин занял итоговое первое место с результатом 314 килограммов, став впервые в карьере чемпионом Европы.
В Ереване, на чемпионате Европы 2023 года, Валентин в категории до 67 кг занял итоговое шестое место, но завоевал малую бронзовую медаль в толчке с результатом 166 килограммов.

## Достижения
Чемпионат Европы
| Результат | Вес      | Год  | Место соревнований | Рывок | Толчок | Общий вес |
| Бронза    | до 67 кг | 2021 | Москва, Россия     | 138,0 | 177,0  | 315,0     |
| Золото    | до 67 кг | 2022 | Тирана, Албания    | 139,0 | 175,0  | 314,0     |

## Статистика
| Год                                  | Место                              | Турнир                             | Рывок                              | Рывок                              | Рывок                              | Рывок                              | Толчок                             | Толчок                             | Толчок                             | Толчок                             | Итог                               | Место                              |
| Год                                  | Место                              | Турнир                             | 1                                  | 2                                  | 3                                  | Место                              | 1                                  | 2                                  | 3                                  | Место                              | Итог                               | Место                              |
| Чемпионат мира по тяжёлой атлетике   | Чемпионат мира по тяжёлой атлетике | Чемпионат мира по тяжёлой атлетике | Чемпионат мира по тяжёлой атлетике | Чемпионат мира по тяжёлой атлетике | Чемпионат мира по тяжёлой атлетике | Чемпионат мира по тяжёлой атлетике | Чемпионат мира по тяжёлой атлетике | Чемпионат мира по тяжёлой атлетике | Чемпионат мира по тяжёлой атлетике | Чемпионат мира по тяжёлой атлетике | Чемпионат мира по тяжёлой атлетике | Чемпионат мира по тяжёлой атлетике |
| ------------------------------------ | ---------------------------------- | ---------------------------------- | ---------------------------------- | ---------------------------------- | ---------------------------------- | ---------------------------------- | ---------------------------------- | ---------------------------------- | ---------------------------------- | ---------------------------------- | ---------------------------------- | ---------------------------------- |
| 2021                                 | Ташкент, Узбекистан                | до 67 кг                           | 132                                | 135                                | 137                                | 10                                 | 168                                | 173                                | 176                                | 5                                  | 308                                | 5                                  |
| Чемпионат Европы по тяжёлой атлетике |                                    |                                    |                                    |                                    |                                    |                                    |                                    |                                    |                                    |                                    |                                    |                                    |
| 2021                                 | Москва, Россия                     | до 67 кг                           | 132                                | 136                                | 138                                | 7                                  | 168                                | 173                                | 177                                | 2                                  | 315                                | 3                                  |
| 2022                                 | Тирана, Албания                    | до 67 кг                           | 133                                | 136                                | 139                                | 2                                  | 169                                | 175                                | 180                                | 1                                  | 314                                | 1                                  |